# Xanthorhoe harutai
Xanthorhoe harutai är en fjärilsart som beskrevs av Inoue 1955. Xanthorhoe harutai ingår i släktet Xanthorhoe och familjen mätare. Inga underarter finns listade i Catalogue of Life.